# Riserva coronarica
Per riserva coronarica si vuole intendere la differenza tra la perfusione coronarica a riposo e la perfusione coronarica massimale.
Le coronarie possono essere vascolarizzate principalmente durante la diastole, cioè la fase di rilassamento del ciclo cardiaco (finestra diastolica), mentre durante la sistole vi circola poco sangue. Si deve poi distinguere tra coronaria destra (irrorata abbondantemente anche in sistole), e coronaria sinistra (nella quale passa pochissimo sangue in sistole e l'irrorazione è prevalentemente diastolica), questo per il diverso spessore della parete ventricolare miocardica, sulla cui superficie decorrono le coronarie (ventricolo sinistro circa 3 volte ventricolo destro).

Questo comporta la necessità di un buon equilibrio tra frazione d'eiezione, cioè sangue espulso dal ventricolo e frequenza cardiaca.
Oltre al fattore tempo, è fondamentale anche lo spessore del tessuto da irrorare: in caso di pareti cardiache spesse l'apporto di ossigeno negli strati più profondi sarà più difficile, poiché ivi la pressione esercitata dai fasci muscolari è più elevata.

Ecco perché un infarto colpisce inizialmente a livello sottoendocardico.